# Heterojapyx
Heterojapyx es un género de Diplura en la familia Japygidae.

## Especies
- Heterojapyx evansi Womersley, 1934
- Heterojapyx gallardi Tillyard, 1924
- Heterojapyx novaezeelandiae (Verhoeff, 1903)
- Heterojapyx pauliani Pagés, 1955
- Heterojapyx tambourinensis Womersley, 1934
- Heterojapyx victoriae Silvestri, 1911